# Bartosz M. Kowalski
Bartosz M. Kowalski (* 1984 in Gdynia, Woiwodschaft Pommern) ist ein polnischer Filmregisseur und Drehbuchautor.

## Leben
Bartosz M. Kowalski studierte Film in Paris und Los Angeles. Nach seinem Studium kehrte er nach Polen zurück und begann für HBO zu arbeiten. Er drehte zunächst die beiden Dokumentarfilme Moja wola und Niepowstrzymani. Mit Playground entstand 2016 sein erster Spielfilm.
2020 erschien mit dem Horrorfilm Nobody Sleeps in the Woods Tonight sein erstes Werk für Netflix. Der Film wurde 2021 mit Nobody Sleeps in the Woods Tonight 2 fortgesetzt. Für beide Filme schrieb er auch das Drehbuch.

## Filmografie
- 2006: The Red Spider (Kurzfilm)
- 2007: Le rédempteur (Kurzfilm)
- 2009: Til Death Do Us Part (Kurzfilm, zusammen mit Thor Magnusson)
- 2010: Jingle Bell Fever (Kurzfilm)
- 2012: Moja wola (Dokumentarfilm)
- 2015: Unstoppables (Niepowstrzymani) (Dokumentarfilm)
- 2016: Playground (Plac zabaw)
- 2017: Zacisze (Kurzfilm)
- 2019: Zawsze warto (Fernsehserie)
- 2020: Nobody Sleeps in the Woods Tonight (W lesie dzis nie zasnie nikt)
- 2021: Nobody Sleeps in the Woods Tonight 2 (W lesie dzis nie zasnie nikt 2)
- 2022: Hellhole (Ostatnia wieczerza)